# Renault Triber
La Renault Triber è un'autovettura prodotta a partire dal 2019 dalla casa automobilistica francese Renault.
Inizialmente destinata al solo mercato indiano, è stata in seguito venduta 
nei mercati del sudest asiatico come l'Indonesia e quello sudamericano. Presentata in India il 19 giugno 2019, è stata messa in vendita nell'agosto 2019.